# Melinda flavipennis
Melinda flavipennis är en tvåvingeart som beskrevs av Hiromu Kurahashi 1986. Melinda flavipennis ingår i släktet Melinda och familjen spyflugor. Inga underarter finns listade i Catalogue of Life.